# Список вице-губернаторов Гавайев
Вице-губернатор Гавайев (англ. Lieutenant Governor of Hawaii), являющийся одновременно Государственным секретарём Гавайев (англ. Secretary of State of Hawaiʻi) — помощник губернатора Гавайев, избираемый населением штата в ходе прямых выборов губернатора. В соответствии с Конституцией Гавайев вице-губернатор становится исполняющим обязанности губернатора в случае, если губернатор отсутствует в штате или нетрудоспособен по каким-либо причинам.
В истории штата четыре вице-губернатора становились впоследствии губернаторами Гавайев: Джордж Ариёши, Бен Кайетано,Джон Уэйи III и Джош Грин.

## Требования к кандидату
Для получения должности вице-губернатора кандидат к моменту выборов должен достичь возраста 30 лет и проживать на Гавайях не менее пяти последних лет. Срок полномочий составляет четыре года, а количество таких сроков не должно превышать двух. В отличие от других штатов, вице-губернатор является штатным сотрудником и не должен заниматься другой профессией в течение всего срока своих полномочий.

## Список вице-губернаторов Гавайев
Партии
 Демократическая партия (11)
 Республиканская партия (2)
| №  | Вице- губернатор | Портрет          | Вступил в должность | Покинул должность | Партия          | Губернатор     |
| -- | ---------------- | ---------------- | ------------------- | ----------------- | --------------- | -------------- |
| 1  |                  | Джеймс Кеалоха   | 21 августа 1959     | 2 декабря 1962    | Республиканская | Уильям Куинн   |
| 2  |                  | Уильям Ричардсон | 2 декабря 1962      | 2 декабря 1966    | Демократическая | Джон Бёрнс     |
| 3  |                  | Томас Гилл       | 2 декабря 1966      | 2 декабря 1970    | Демократическая | Джон Бёрнс     |
| 4  |                  | Джордж Ариёши    | 2 декабря 1970      | 2 декабря 1974    | Демократическая | Джон Бёрнс     |
| 5  |                  | Нельсон Дои      | 2 декабря 1974      | 2 декабря 1978    | Демократическая | Джордж Ариёши  |
| 6  |                  | Джин Кинг        | 2 декабря 1978      | 2 декабря 1982    | Демократическая | Джордж Ариёши  |
| 7  |                  | Джон Уэйи III    | 2 декабря 1982      | 2 декабря 1986    | Демократическая | Джордж Ариёши  |
| 8  |                  | Бен Кайетано     | 2 декабря 1986      | 2 декабря 1994    | Демократическая | Джон Уэйи III  |
| 9  |                  | Хироно Мэйзи     | 2 декабря 1994      | 2 декабря 2002    | Демократическая | Бен Кайетано   |
| 10 |                  | Дьюк Айона       | 2 декабря 2002      | 6 декабря 2010    | Республиканская | Линда Лингл    |
| 11 |                  | Брайан Шац       | 6 декабря 2010      | 26 декабря 2012   | Демократическая | Нил Эберкромби |
| 12 |                  | Шан Цуцуи        | 27 декабря 2012     | 31 января 2018    | Демократическая | Нил Эберкромби |
| 12 | Дэвид Игэ        | Шан Цуцуи        | 27 декабря 2012     | 31 января 2018    | Демократическая |                |
| 13 |                  | Даг Чин          | 2 февраля 2018      | 3 декабря 2018    | Демократическая |                |
| 14 |                  | Джош Грин        | 3 декабря 2018      | 5 декабря 2022    | Демократическая |                |
| 15 |                  | Сильвия Льюк     | 5 декабря 2022      | по н.в.           | Демократическая | Джош Грин      |